# قط ياباني قصير الذيل

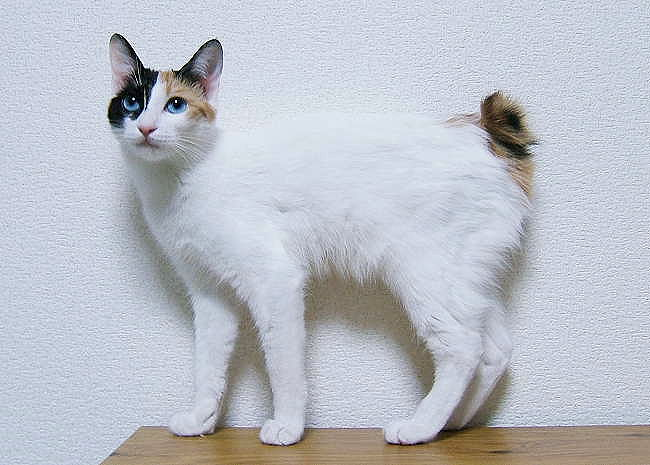

اليابانى قصير الذيل (بالإنجليزية: Japanese Bobtail)‏ (باليابانية: ジャパニーズボブテイル) سلالة نادرة أصلها من اليابان وهو هناك رمز للحظ السعيد . فراء ناعم حريرى بمعطف سفلى . الرأس مثلث متساوى الأضلاع. اذنان عريضتان واقفتان. عينان براقتان بيضاويتان مائلتين. الذيل هو ما يميزه من 10 إلى 12 سم مثنى كذيل الارنب. قط فريد من نوعه.